# Derrick Jackson
Derrick V. Jackson (Wheaton, 1956) è un ex cestista statunitense.

## Carriera
È stato selezionato dai Golden State Warriors al quarto giro del Draft NBA 1978 (77ª scelta assoluta).
Con gli Stati Uniti ha disputato i Campionati del mondo del 1978, segnando 28 punti in 9 partite.